# Bafétimbi Gomis
Bafétimbi Gomis (La Seyne-sur-Mer, 1985. augusztus 6. –) francia labdarúgó-válogatott labdarúgó, a Kavaszaki Frontale játékosa. Rendszerint csatárként játszik. Szenegáli szülők gyermekeként nőtt fel Toulon egyik lakótelepén.

## Pályafutása
A Sporting Toulon Var-ban kezdett el futballozni. Innen került az AS Saint-Étienne csapatához. 2004-ben került fel az első csapathoz, ahol az első évében 6 mérkőzésen lépett pályára, de gólt nem szerzett. Ezután kölcsönadták a Troyes AC csapatához, ahol 13-szor lépett pályára és ezeken 6 gólt szerzett. 2005 júniusában visszatért az AS Saint-Étienne-hez  féléves kölcsön szerződése lejárta miatt. Ezután kezd állandó tagja lenni az első csapatnak. A 2005-2006-os szezonban már 23 mérkőzésen szerepel és ezeken 2 gólt szerez. Az itt töltött idő alatt összesen 130 bajnokin szerepel és ezeken 38 gólt szerez. A 2007-2008-as bajnoki idényben 16 gólt írhattak a neve mellé, ezzel a 3. lett a góllövő listán

### Olympique Lyon
2009 nyarán igazolt az ősi ellenség Olympique Lyon csapatához 13 millió euróért.A teljesítményétől függően további 2 millió euró járhat volt klubjának. Ezzel ő lett a 6. játékos aki közvetlenül a nagy riválishoz igazolt. A csatár Lyonban igen jó mérkőzés/gól arányt tudhat magáénak.

## Pályafutása a válogatottban
2008 május 27-én mutatkozott be a Francia labdarúgó-válogatottban egy Ecuador elleni összecsapáson, ahol 26 perc alatt 2 gólt szerzett. Zinédine Zidane óta ő volt az első, aki duplázni tudott a francia válogatottban debütáló meccsén. Tagja volt a 2008-as Európa bajnokságon részt vevő Francia labdarúgó-válogatottnak. A tornán két mérkőzésen lépett pályára. A Románia ellen játszott 0:0-s eredményt hozó mérkőzésen a 72. percben állt be, míg a hollandok ellen 4:1-re elvesztett találkozón 29 percet kapott.

## Statisztikái
| Idény       | Klub             | Ország  | Bajnokság | Bajnokság  | Bajnokság | Bajnokság  | Bajnokság | Bajnokság | Európai kupák | Európai kupák | Európai kupák |
| Idény       | Klub             | Ország  | Osztály   | Mérkőzések | Gólok     | Gólpasszok | Lapok     | Lapok     | Típusa        | Mérkőzések    | Gólok         |
| ----------- | ---------------- | ------- | --------- | ---------- | --------- | ---------- | --------- | --------- | ------------- | ------------- | ------------- |
| Idény       | Klub             | Ország  | Osztály   | Mérkőzések | Gólok     | Gólpasszok | sárga lap | piros lap | Típusa        | Mérkőzések    | Gólok         |
| 2004        | AS Saint-Étienne | francia | Ligue 2   | 6          | 0         | 0          | 0         | 0         | -             | -             | -             |
| 2005        | Troyes AC        | francia | Ligue 2   | 13         | 6         | ?          | ?         | ?         | -             | -             | -             |
| 2005 - 2006 | AS Saint-Étienne | francia | Ligue 1   | 23         | 2         | 1          | 1         | 0         | -             | -             | -             |
| 2006 - 2007 | AS Saint-Étienne | francia | Ligue 1   | 30         | 10        | 2          | 3         | 0         | -             | -             | -             |
| 2007 - 2008 | AS Saint-Étienne | francia | Ligue 1   | 35         | 16        | 6          | 3         | 0         | -             | -             | -             |
| 2008 - 2009 | AS Saint-Étienne | francia | Ligue 1   | 36         | 10        | 6          | 1         | 0         | UEFA kupa     | 8             | 4             |
| 2009 - 2010 | Olympique Lyon   | francia | Ligue 1   | 8          | 4         | 1          | 0         | 0         | BL            | 3             | 3             |

 2009 október 5-i állapot